# 生钦·洛桑坚赞
生钦·洛桑坚赞（藏語：སེང་ཆེན་བློ་བཟང་རྒྱལ་མཚན་，威利转写：seng chen blo bzang rgyal mtshan，1936年—1998年12月6日），男，藏族，西藏仁布人，第六世生钦活佛。

## 生平
1956年，获得嘎金钦布学位。1959年之后，历任日喀则地区宗教事务委员会主任，西藏自治区人民委员会副主席，西藏自治区第三届政协副主席，西藏自治区第三至五届人大常委会副主任，中国佛教协会常务理事、中国佛教协会西藏分会副会长。
生钦·洛桑坚赞是第三、四、五全国人大代表，第八届全国人大常委，第五、六、七全国政协委员，第九届全国政协常务委员。 
1995年5月14日，十四世达赖宣布更登確吉尼瑪为“班禅真正转世灵童”。他的决定受到生钦·洛桑坚赞的反对。扎什伦布寺民主管理委员会名誉主任、寻访领导小组成员生钦·洛桑坚赞发表谈话指出，达赖與扎什伦布寺住持恰扎·強巴赤列合作指定转世灵童，违背藏传佛教仪轨，违背十世班禅额尔德尼遗愿。他在谈话中强调，按照历史定制，班禅额尔德尼转世灵童的认定，须经中国中央政府批准，金瓶掣签认定转世灵童，应再报中国中央政府批准。他还說更登確吉尼瑪的父母假报儿子年龄，将在第十世班禅圆寂前出生的兒子谎称是1989年4月底（班禪圓寂後）出生。生钦·洛桑坚赞称：“达赖擅自宣布的‘转世灵童’不具备任何入瓶掣签的条件。我们扎什伦布寺民主管理委员会班禅转世灵童寻访小组和广大僧众坚决不同意把他作为入瓶掣签候选灵童。”
1998年12月6日，生钦·洛桑坚赞圆寂。